# Манипуляция сознанием (книга)
«Манипуляция сознанием» — книга российского публициста и социолога Сергея Георгиевича Кара-Мурзы, впервые вышедшая в 2000 году в издательстве «Алгоритм». Книга включается в учебные курсы по социологии, PR и журналистике.
Согласно рейтингу «Коммерсантъ-Деньги», вошла в список 20 самых продаваемых публицистических книг в России в 2008 году. В октябре 2007 года, согласно рейтингу Zeitgeist компании Google вошла в десятку самых популярных в интернете русскоязычных публицистических книг, войдя в том же месяце в список самых продаваемых книг по версии «Коммерсантъ-Деньги».

## Содержание
В книге С. Г. Кара-Мурзы «Манипуляция сознанием» рассказывается о формах и методах «манипуляции сознанием». Под этим термином автор понимает программирование мнений и устремлений отдельных лиц и масс, их настроений и даже психического состояния с целью обеспечить такое их поведение, которое нужно тем, кто владеет средствами манипуляции. Подробно описываются предпосылки манипуляции и мифы общественного сознания, воздействующие на восприятие реальности индивидами.
Большое внимание уделяется влиянию общественных институтов, массовой культуры, а также средств массовой информации на формирование манипулятивной семантики и риторики — одним из инструментов манипуляции сознанием. Другие примеры манипулятивных техник воздействия включают сознание советского человека, мифы о советском строе, а также метафоры и стереотипы перестройки и государственного переворота августа 1991 года.
По мнению автора, человечество стоит на пороге создания такого типа общественного жизнеустройства, где главным и почти тотальным средством господства станет манипуляция сознанием. Главная цель книги — дать материал для того, чтобы каждый мог подумать о том выборе жизнеустройства, которое его ожидает.

## Критика и отзывы
Рекламщик А. П. Репьев считает, что у С. Г. Кара-Мурзы в части психоанализа и так называемого 25-го кадра «богатое воображение». На самом деле, как отмечает Репьев, 25-й кадр на подсознание не действует, не вреден, и законодательно запрещать его использование не надо. Сам С. Г. Кара-Мурза полагает, что телевидение обладает гораздо более эффективными манипулятивными приёмами воздействия на сознание, нежели 25-й кадр.
С марксистских позиций произведение критиковал российский журналист Скиф Рэд (Р. Баженов) в книге «Ампутация сознания, или немного воска для ослиных ушей».
Философ Александр Никифоров отметил: «Когда я прочитал книгу Сергея Кара-Мурзы „Манипуляция сознанием“, я перестал смотреть телевизор. Я понял, насколько легко из меня делают идиота».

## Продолжение книги
С. Г. Кара-Мурза в своём послесловии к книге от 12 июня 2005 года говорит о том, что эмпирические иллюстрации, приводимые в книге, уже устарели и их нужно «обновить» с тем, чтобы данную теорию «можно было бы гораздо интереснее и нагляднее объяснить, привлекая нынешние, современные события, ситуации, приёмы».
В 2009 году вышла книга «Манипуляция сознанием 2» Сергея Смирнова, где соавтором был указан Кара-Мурза. Сам Кара-Мурза в ноябре 2009 года сказал: «Мое имя там поставили незаконно, за что издательство извинялось. Говорят, ошиблись. Надо было бы переделать „манипуляцию“ с новым материалом, но нет возможности. Много срочных проблем, их надо хоть вчерне разобрать. Жаль, что не было все эти годы возможности тщательно поработать над книгами, сплошная гонка. Вырастет новое поколение авторов, сделает лучше».